# Henri Copponex
Henri Copponex (* 25. September 1907 in Genf; † 9. Juni 1970) war ein Schweizer Schiffsarchitekt, Regatta-Segler und Bronze-Medaillengewinner bei den Olympischen Sommerspielen 1960 in Rom.

## Leben
Bereits als Teenager bastelte er Schiffsmodelle und testete sie im Wasser. Nach einem Ingenieurstudium an der ETH Zürich wurde er Schiffsarchitekt und Steuermann.
Auf Anfrage der Genfer Gesellschaft zur Förderung des Yachtsports entwarf Copponex 1934 die Moucheron, dann 1938 die Lacustre. Er arbeitete außerdem an Plänen für die schwedischen Schiffe 30 m2, 15 m2 SNS (Swiss National Series), und etwa dreissig Schiffe der 5.5-Meter-Klasse (International Rule, IR), unter anderen die berühmten Ylliam X, Tam-Tam und Ballerina IV und V.
Nach dem Erfolg der Lacustre entwarf er die Espadon, die in seinen Augen eine erfolgreichere Version der Lacustre war. 1951 sorgte er mit dem Entwurf eines Katamarans erneut für Aufsehen. Aber Copponex interessierte sich nicht nur für Rennboote. Er entwarf auch Rettungsboote (dinghies) für Lebensrettungsgesellschaften, unter anderem für Nyon, Saint-Prex, Morges und Le Bouveret. 1969 entwarf Copponex sein letztes Boot, die Paladin.

### Sportliche Karriere
Während seiner sportlichen Karriere errang er zwölf nationale Titel in der 6-m-Klasse (IR), in der 15 m2 SNS und mit der Lacustre. Er nahm auch an zahlreichen internationale Regatten teil: 1928 in Cannes auf einer 6 m IR; in Genua, wo er dreimal mit der 5.5 m IR gewann (1952, 1958, 1960) und er nahm für die Schweiz an den Olympischen Sommerspielen 1948 in Torquay (7. Platz in 6 m IR) teil; dann an den Olympischen Sommerspielen 1952 (Helsinki, 10. Platz in 5.5 m IR); bei den Olympischen Sommerspielen 1960 von Rom (Neapel) gewann er endlich in der 5.5 m IR Ballerina IV zusammen mit Manfred Metzger (Yacht-Eigentümer) und Pierre Girard eine Bronzemedaille. Aussergewöhnlich war, dass fünf der teilnehmenden Boote von Copponex entworfen worden waren.
Mit diesem Rekord wurde der “Prinz des Sees”, wie eine Sportzeitschrift ihn gewöhnlich nannte, schon zu Lebzeiten zu einer Legende. Mit seinem Talent und seiner Persönlichkeit beeinflusste Copponex den Yachtsport in Genf von den 1930ern bis in die 1970er. Er war auch für seine menschlichen Qualitäten, seine Unkompliziertheit und Zurückhaltung geschätzt.
Sein vorzeitiger Tod 1970 war ein grosser Verlust. Jedes Jahr veranstaltet die Société Nautique de Genève die Copponex Memorial-Regatta zu seinem Andenken.

## Association of Archives Henri Copponex
Die Association of Archives Henri Copponex wurde 2006 gegründet. Sie wird geleitet von Françoise Copponex, der Tochter von Henri Copponex und hat als Mitglieder des Committees: Pierre Girard, ein ehemaliges Teammitglied (Vize-Präsident), und Carinne Bertola, die Kuratorin des Musée du Léman. Die Vereinigung bemüht sich um das Erbe von Henri Copponex und organisiert Veranstaltungen um sein Andenken zu wahren. Um sein Werk zugänglich zu machen, hat die Association ein Projekt gestartet, um alle existierenden Pläne (ca. 700) zu digitalisieren.